# Mikołaj Kazimierz Wołodźko
Mikołaj Kazimierz Wołodźko herbu Leliwa – podstoli smoleński od 1674 roku.
Żonaty z Marianną Hołownianką Ostrożecką.
W 1674 roku był elektorem Jana III Sobieskiego z powiatu oszmiańskiego.